# تونوشو، کاگاوا
تونوشو، کاگاوا (به لاتین: Tonoshō, Kagawa) یک منطقهٔ مسکونی در ژاپن است که در استان کاگاوا واقع شده‌است. تونوشو ۱۴٬۸۱۰ نفر جمعیت دارد.